# Martwa materia organiczna

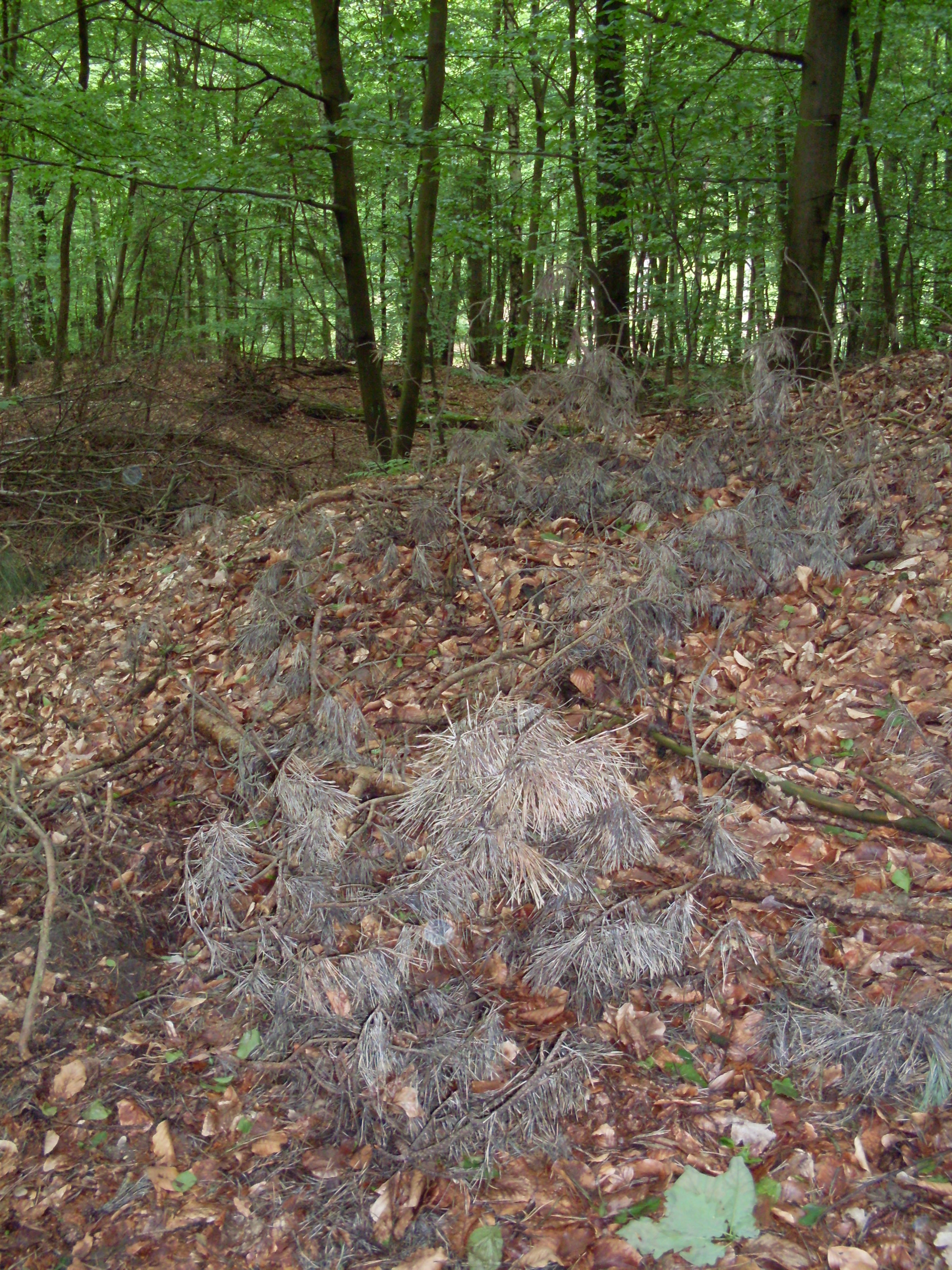
Martwe fragmenty sosny ulegające procesom rozkładu, Puszcza Wkrzańska

Martwa materia organiczna – martwe szczątki organizmów w różnym stopniu rozdrobnienia (detrytus) i pod różną postacią. W hydrobiologii zazwyczaj wyróżnia się:
- grubocząstkową materię organiczną (ang. coarse particulate organic matter) CPOM, cząsteczki większe od 1 mm,
- drobnocząstkową materię organiczną (ang. fine particulate organic matter) FPOM, wielkości od 0,5 μm do 1 mm,
- rozpuszczoną materię organiczną (ang. dissolved organic matter) DOM, mniejsza od 0,5 μm.

W ramach powyższych kategorii mogą być stosowane jeszcze dokładniejsze podziały.